# California Blue
Singles de Roy Orbison
She's a Mystery to Me
(1989) Oh, Pretty Woman (live)
(1989)
California Blue est une chanson écrite par Roy Orbison, Jeff Lynne et Tom Petty, et interprétée par Roy Orbison sur son album Mystery Girl sorti à titre posthume en 1989,,.

## Composition du groupe
- Roy Orbison – voix, chœurs, guitare acoustique
- Jeff Lynne – chœurs, guitare électrique, clavier, basse
- Tom Petty – chœurs, guitare acoustique
- Mike Campbell – guitare acoustique, mandoline
- Ian Wallace – batterie, percussion

## Classements hebdomadaires
| Classements (1989)                         | Meilleure position |
| ------------------------------------------ | ------------------ |
| Allemagne (Media Control AG)               | 34                 |
| Belgique (Flandre Ultratop 50 Singles)     | 25                 |
| États-Unis (Hot Adult Contemporary Tracks) | 44                 |
| Irlande (IRMA)                             | 23                 |
| Royaume-Uni (UK Singles Chart)             | 77                 |